# ۴۷۱ (قمری)
۴۷۱ (قمری)، چهارصد و هفتاد و یکمین سال در گاهشماری هجری قمری است. اول محرم این سال برابر با بیستم ژوئیه سال ۱۰۷۸ میلادی است.

## مناسبت‌ها
== زادگان == ((رئیس  عبدالقادر گیلانی))

## وابسته
- عبدالقادر گیلانی